# Das alte Karussell
«Das alte Karussell» (с нем. — «Старая карусель») — песня швейцарской певицы Лиз Ассии, написанная Георгом Бенц-Шталем. Была выпущена в 1956 году как сингл лейблом Decca Records. С этой песней она получила право представить Швейцарию на первом конкурсе песни «Евровидение-1956» после занятого второго места на национальном отборе.

## Текст песни
Автор текста песни — Георг Бенц-Шталь.
Лиз Ассиа поёт про старую ломающуюся карусель — «лошади на карусели не хотят двигаться», «старый орган пищит как мышь», но несмотря на это, карусель «всё ещё идёт по кругу».

## Евровидение

### Национальный отбор
В 1956 году Лиз Ассиа приняла участие в национальном отборе Швейцарии на первый конкурс песни «Евровидение». Она выбрала три песни для участия в отборочном туре — «Sei doch nicht so eifersüchtig», «Das alte Karussell», «La bohémien», «Addio bella Napoli» и «Refrains» (позже песня была переименована в «Refrain»).
Финал отбора состоялся 28 апреля 1956 года. Неизвестно, какие места заняли участники, но победителями отборочного тура были объявлены обе песни Лиз Ассии — «Das alte Karussell» и «Refrains», за что она получила право представить Швейцарию на «Евровидении» с этими композициями. По правилам конкурса того года каждая участвующая страна должна была отправить по две песни.

### Конкурс
Песня была исполнена второй на конкурсе — после выступления представительницы Нидерландов Йетти Парл с песней «De vogels van Holland» и перед выступлением представителя Бельгии Фуда Леклерка с песней «Messieurs les noyés de la Seine», оркестром дирижировал Фернандо Паджи. Результаты выступления Лиз Ассии с этой песней неизвестны в связи с тем, что на конкурсе был объявлен только победитель (без индивидуальных оценок выступления). Несмотря на это, победителем конкурса была объявлена другая песня Лиз Ассии — «Refrain», исполненная на французском языке. Остальные участники были отмечены как разделившие между собой второе место.

## Список композиций
| №  | Название                                                   | Автор(ы)                  | Длительность |
| -- | ---------------------------------------------------------- | ------------------------- | ------------ |
| 1. | «Das alte Karussell»                                       | Георг Бенц-Шталь          |              |
| 2. | «Es wird nie mehr so schön (Remember Me, Wherever You Go)» | Фриц Роттер, Джесси Барнс |              |

## История релиза
| Регион   | Дата | Формат         | Лейбл         | Ист.        |
| -------- | ---- | -------------- | ------------- | ----------- |
| Германия | 1956 | 45 rpm (Винил) | Decca Records | [ 1 ] [ 7 ] |